# قائمة زواحف السعودية
تضم قائمة الزواحف في المملكة العربية السعودية قرابة 167 نوعاً ضمن رتبتين هما الحرشفيات والسلحفيات.

## رتبة الحرشفيات

### رتيبة السحالي الديدانية
رتيبة السحالي الديدانية (Suborder Amphisbaenian) ويمثلها في المملكة عائلة واحدة هي عائلة السحالي الديدانية، ومن هذه العائلة يوجد نوع واحد في المملكة هو السحلية الديدانية (Diplometopon zarudnyi)، والتي تسمى محلياً بالداحوس أو الدانوس، وتنشتر في المناطق الرطبة والزراعية في وسط المملكة وعلى سواحل الخليج العربي.

## رتبة السلحفيات
توجد في أراضي المملكة رتيبتان ضمن هذه الرتبة وهما رتيبة السلاحف ذوات الرقبة الملتوية (Cryptodira) ورتيبة السلاحف جانبية الرأس (Pleurodira).

### رتيبة السلاحف ذوات الرقبة الملتوية
تضم هذه الرتيبة أربعة عوائل لها تواجد في أراضي المملكة وهي عائلة سلاحف المياه العذبة (Emydidae)، وعائلة السلاحف الأرضية (Testudinidae)، وعائلة سلاحف المياه البحرية (Cheloniidae)، وعائلة سلاحف المياه الجلدية (Dermochelyidae).

#### عائلة سلاحف المياه العذبة
تضم هذه العائلة نوعاً واحداً يسمى محلياً أم كريدي أو سلحفاة المياه العذبة (Mauremys caspica siebenrocki) وتتواجد في قنوات الصرف في الأحساء والقطيف.

#### عائلة السلاحف الأرضية
يوجد من هذه العائلة في أراضي المملكة نوع واحد هو السلحفاة ذات الحزوز (Geochelone sulcata)، وتعيش في مناطق أقصى جنوب غرب المملكة، وتعتبر نادرة جداً حيث لم يسجل لها عينات إلا في منطقة جازان.

#### عائلة سلاحف المياه البحرية
تضم هذه العائلة 3 أنواع متواجدة في أراضي المملكة وهي:
1. سلحفاة المطرقة (Caretta caretta) وتتواجد على سواحل الخليج العربي والبحر الأحمر وهي مهددة بالإنقراض.[8]
2. السلحفاة صقرية المنقار (Eretmochelys imbricate) وتنتشر على سواحل الخليج العربي وعلى امتداد سواحل البحر الأحمر.[9]
3. السلحفاة الخضراء (Chelonia mydas) وتتواجد في السواحل الرملية للخليج العربي والبحر الأحمر.[10]

#### عائلة السلاحف المخملية
يوجد من هذه العائلة نوعٌ واحد هو السلحفاة الجلدية (Dermochelys coriacea) وهي من الأنواع المهاجرة.

### رتيبة السلاحف جانبية الرأس
يوجد من هذه الرتيبة نوع واحد فقط في أراضي المملكة وهي السلاحف جانبية الرقبة (Pelomedusa subrufa) وتتواجد في مناطق جنوب غرب المملكة حتى القنفذة شمالاً وتُوجد في البرك الطينية والجداول المؤقتة.